# 循環系
循環系（じゅんかんけい、英語: circulatory system）とは、動物の器官系のうちで、体液を決まった形で体内を循環させる器官、すなわち循環器の系（システム）を指すものである。循環器系（じゅんかんきけい）とも言う。

## 概要
動物の体腔は体液で満たされ、これを通じて消化管からの栄養の供給、呼吸器系、排出系とのやりとりが行われるのが普通である。そのためには体液は体内を規則正しく流れる方がよい。それを確保するため、体液を流す管状の構造や、そこに流れを作るポンプのような器官が見られることが多い。具体的には、血液の通り道である血管と、血液を循環させる役割をする心臓などをまとめて、循環系という。
一般に体液を流すための管状の構造を血管といい、連続した血管の全体を血管系という。血管系は大きくは解放血管系と閉鎖血管系に分けられる。解放血管系では、血管の先端が口を開いていて、血液はそこから出ると自由に体腔内を流れることができる。閉鎖血管系では、そのような口がなく、血液が血管内に閉じこめられている。実際には血管の壁を通って液体成分は出入りする。
なお、脊椎動物では、血管系とは別にリンパ管とリンパ節からなるリンパ系がやや独立した循環系として存在する。リンパ管を通る体液はリンパ液と呼ばれる。
血管系の一部に筋肉が集中し、血液を強制的に流すようになったものが心臓である。脊椎動物では心臓は腹面側の胸部にかたまり状に生じるが、節足動物や環形動物では背中側を通る腸管の背面を走る太い血管の特定の体節に生じる。
循環系を持たない動物も多い。刺胞動物や扁形動物では体腔そのものがない。いずれも消化管が体内に枝を出してその役割の一部を担う。腹毛動物や線形動物では、体液はあるが特に循環系に当たるものがない。身体の運動によって体液循環をおこなうものである。また、特に名付けられた特殊なものとして、刺胞動物のクラゲ類に見られる胃水管系、棘皮動物の水管系なども循環系の役割を果たしている。

### 動物における循環系の違い
次の表に示す。
| 動物名                           | 種類                                 | 運搬仲介物                 | 特別な構造                                        | 注記                                                                                |
| -------------------------------- | ------------------------------------ | -------------------------- | ------------------------------------------------- | ----------------------------------------------------------------------------------- |
| アメーバ                         | 拡散                                 | 水（外側）、細胞質（内側） | 湿っている膜、細胞質                              | 単細胞、拡散のみ、表面積と表面の体積の比によって制限されている                      |
| バッタ(節足動物)                 | 開輸送系で血液が直接流れる           | 血液                       | 血管 -大動脈 血液を体じゅうに送る、血液を送り返す | 気管系-細胞に直接酸素拡散すると指示する 血液-酸素を必要としない                     |
| ミミズ(環形動物)                 | 閉輸送系                             | 血液                       | ポンプとしての5つの大動脈弓,背脈管と腹脈管        | 皮膚呼吸,血色素が酸素を運ぶのを必要としない                                         |
| 魚類                             | 閉輸送系,血液は1度しか見られない     | 血液                       | 1心室、1心房                                      | 冷血の、酸素を温めることを無駄にしない                                              |
| カエル(両生類)と爬虫類           | 閉輸送系,不完全な、血液は1度見られる | 血液                       | 2心室、1心房                                      | 皮膚呼吸,酸素に富む血液は肺で二酸化炭素に富む血液と混ざって見えて体の中から来ている |
| ニワトリ（鳥類）と人間（哺乳類） | 閉輸送系,完全な、血液は2度見られる   | 血液                       | 2心室、2心房                                      | 温血の、活動の多い                                                                  |